# عرب الصباح
عرب الصَّبَّاح هي قبيلة مغربية تستوطن مناطق الجنوب الشرقي بالمملكة المغربية، وهي قبيلة عربيَّة مُضرية قيسية هوازنية.

## نسبها وأصولها
يعود نسب هذه القبيلة إلى بني هلال، فهم بنو الصَّبَّاح بن الأخضر بن عامر بن مرداس بن رياح بن أبي ربيعة بن نهيك بن هلال بن عامر بن صعصعة بن معاوية بن بكر بن هوازن بن منصور بن عكرمة بن خصفة بن قيس عيلان بن مضر.

## تاريخ ترحالها
خرجت قبيلة عرب الصباح من الجزيرة العربية مع قبائل التغريبة الهلالية المشهورة، فقطعت الطريق من جزيرة العرب عبر مصر وليبيا وتونس والجزائر حتى وصلت إلى المغرب، حيث أدخل الموحدون وبعدهم المرينيون هذه القبائل العربية إلى المغرب ووطنوها في أراضيه.
في المغرب، كانت قبيلة عرب الصباح ترتحل مع قبائل بني معقل في الصحراء إلى أن استقرت قرب أرفود بمنطقة تافيلالت تقريبا في القرن 10هـ/16م، ومازالت موجودة بنفس هذه المنطقة إلى اليوم.
ورد أقدم ذكر لها حسب المصادر عند ابن خلدون في تاريخه، إذ ذكر أنهم يرتحلون مع بني معقل، حيث يقول: "وإنما كثروا بمن اجتمع إليهم من القبائل من غير نسبهم فإن فيهم من فزارة من أشجع أحياء كبيرة، وفيهم الشظة من كرفة والمهاية من عياض، والشعراء من حصين والصباح من الأخضر ومن بني سليم وغيرهم." كما ذكرهم أبو العباس الناصري في الاستقصا، حيث يقول: "بجهات سجلماسة ووادي ملوية وَلَهُم عدد وَذكر وَفِيهِمْ الصَّباح من الْأَخْضَر وَيَقُولُونَ إِنَّهُم من ولد أَخْضَر بن عَامر وعامر هَذَا هُوَ وَالله أعلم من ولد ريَاح الهلاليين".

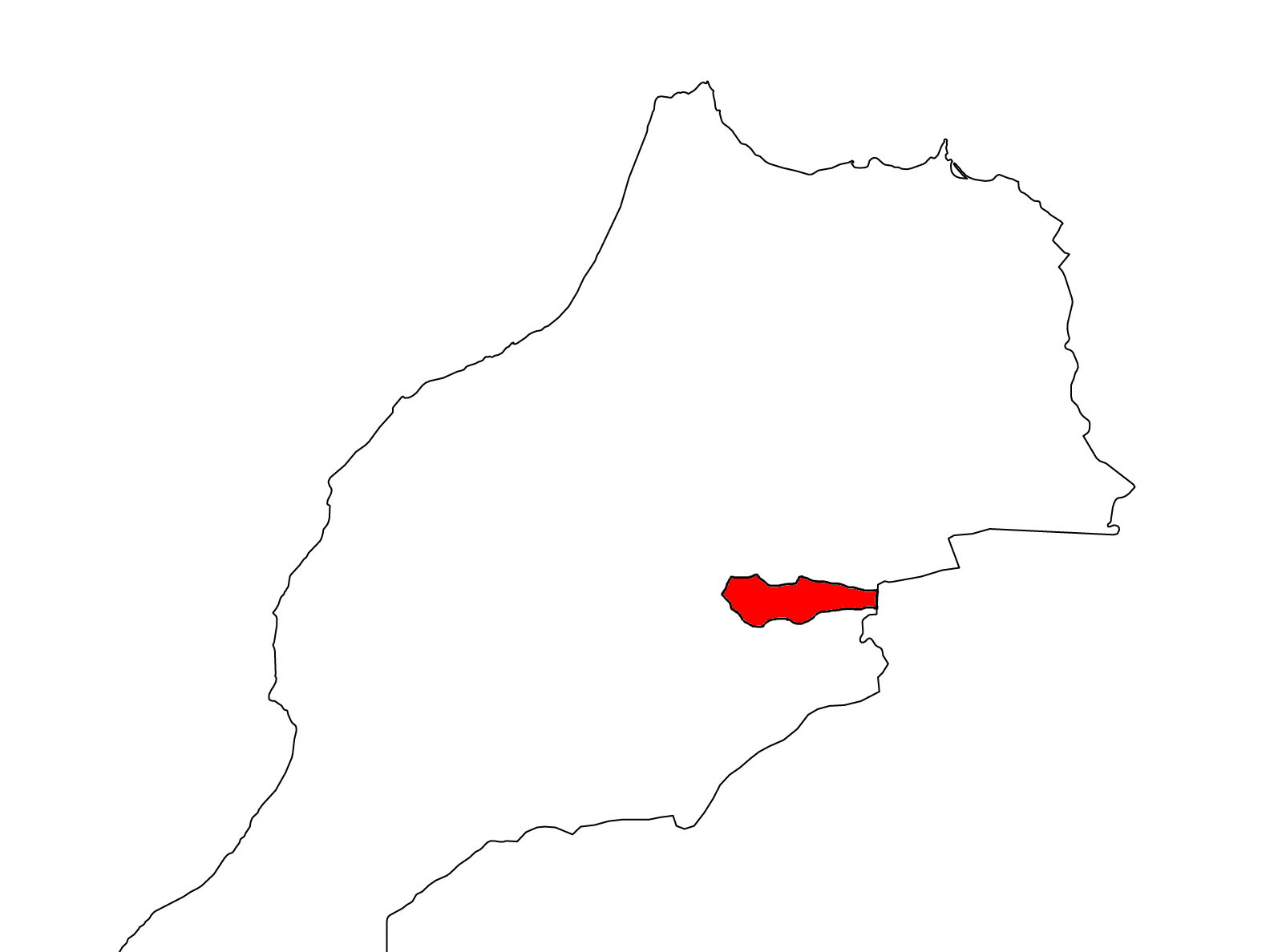
خريطة تقريبية لأراضي عرب الصباح

ونجد السلطان العلوي المولى الحسن بن محمد بن عبد الرحمن يذكر لقاءه بقبيلة عرب الصباح في كتاب أرسله إلى عماله بالمغرب يحكي فيه عن رحلته إلى تافيلالت، فيقول فيها: "ونهضنا عَنْهُم إِلَى بِلَاد عرب الصَّباح فتلقوا مواكبنا السعيدة فِي زيهم بفرح وانشراح وَقَامُوا بالواجبات من الْميرَة والضيافات ودفعوا فِي الْحِين جَمِيع المفروضات".
استقرت قبيلة عرب الصباح بعد رحلتها الطويلة من المشرق بواحات تافيلالت، وبالضبط بمحاذاة وادي زيز ووادي غريس، وبالرغم من أن أراضي القبيلة جاءت في مناخ جاف وحار، وأن أغلبها أراض صحراوية جرداء، إلا أن واحات القبيلة من أجمل المناطق الواحية بتافيلالت، حيث يغطيها النخيل والبرسيم وأشجار التين وغيرها، وتتميز الفلاحة عند عرب الصباح باعتماد نظام "الخطارات" الموروث بالمنطقة أبا عن جد.

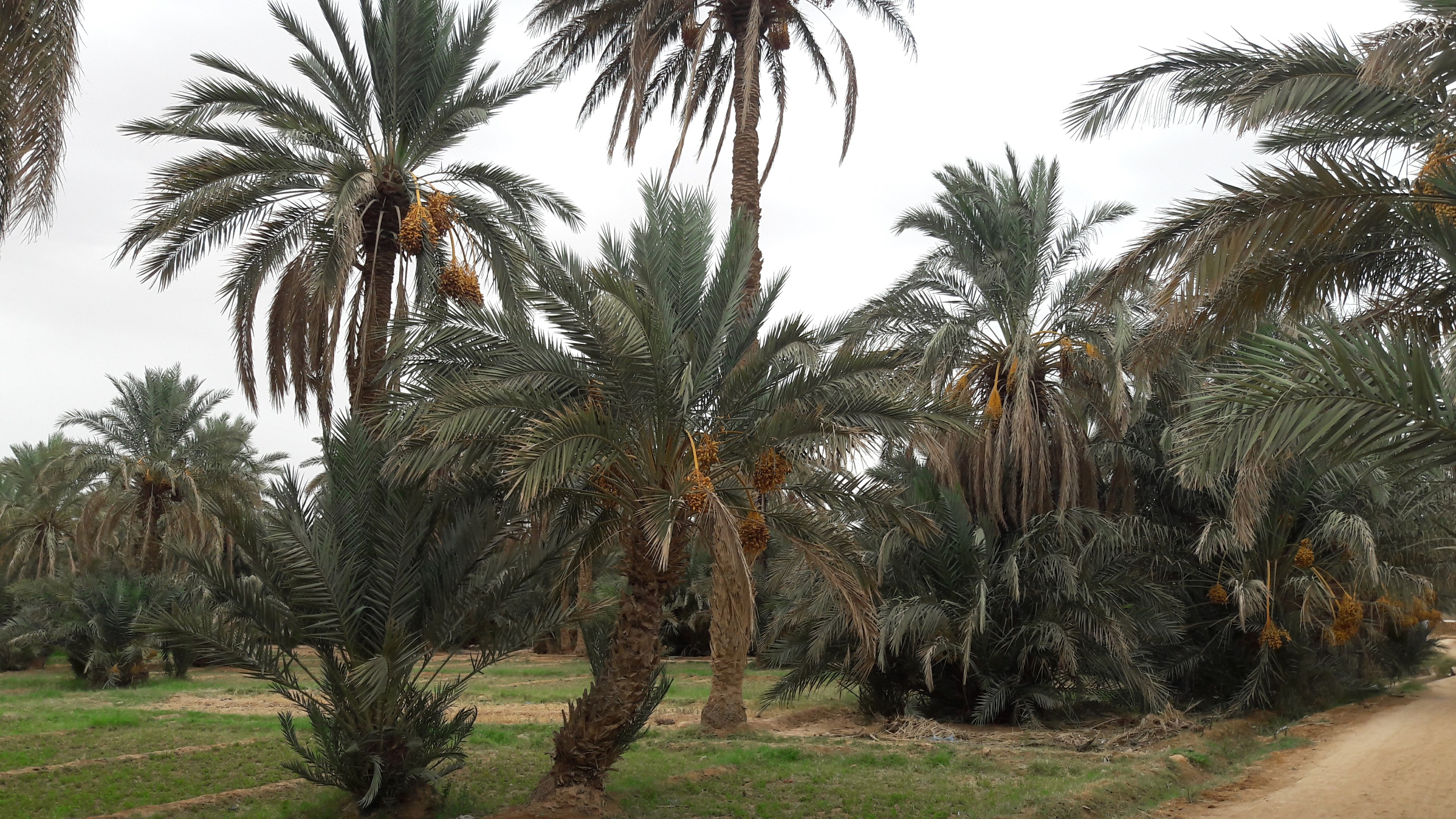
من واحات عرب الصباح بالجرف

يُذكر أن فرعا من هذه القبيلة انتقل من واحات تافيلالت إلى نواحي الرباط مجاورا قبائل زعير وحاملا نفس الاسم "عرب الصباح"، حيث استوطن المجال الممتد بين نهر أبي رقراق إلى حدود قبيلة الزيادنة بالشاوية، وذلك بداية العصر السعدي، فنجد هذا الفرع من عرب الصباح يضم نفس أسماء فروع القبيلة بتافيلالت (المعاضيد، الأعشاش...) وهذا ما تؤكده الروايات الشفهية.

## فروعها
تتفرع قبيلة عرب الصباح إلى فروع متعددة حسب مواضع استقرارها، منها: عرب الصباح زيز نسبة لوادي زيز، وعرب الصباح غريس نسبة لوادي غريس.

## قصورها ومآثرها
وتعيش القبيلة حسب نظام القصور المعروف في تافيلالت، وعدد هذه القصور كبير جدا يصعب حصره، نذكر منها على سبيل المثال لا الحصر:
قصور الجرف: قصر أولاد غانم، وقصر أولاد مبارك، وقصر أولاد موسى، وقصر الترعة، وقصر المنقارة، وقصر أولاد عيسى، وقصر اللوزة، وقصر أولاد بريكة، وقصر الزنانحة، وقصر الملاح.

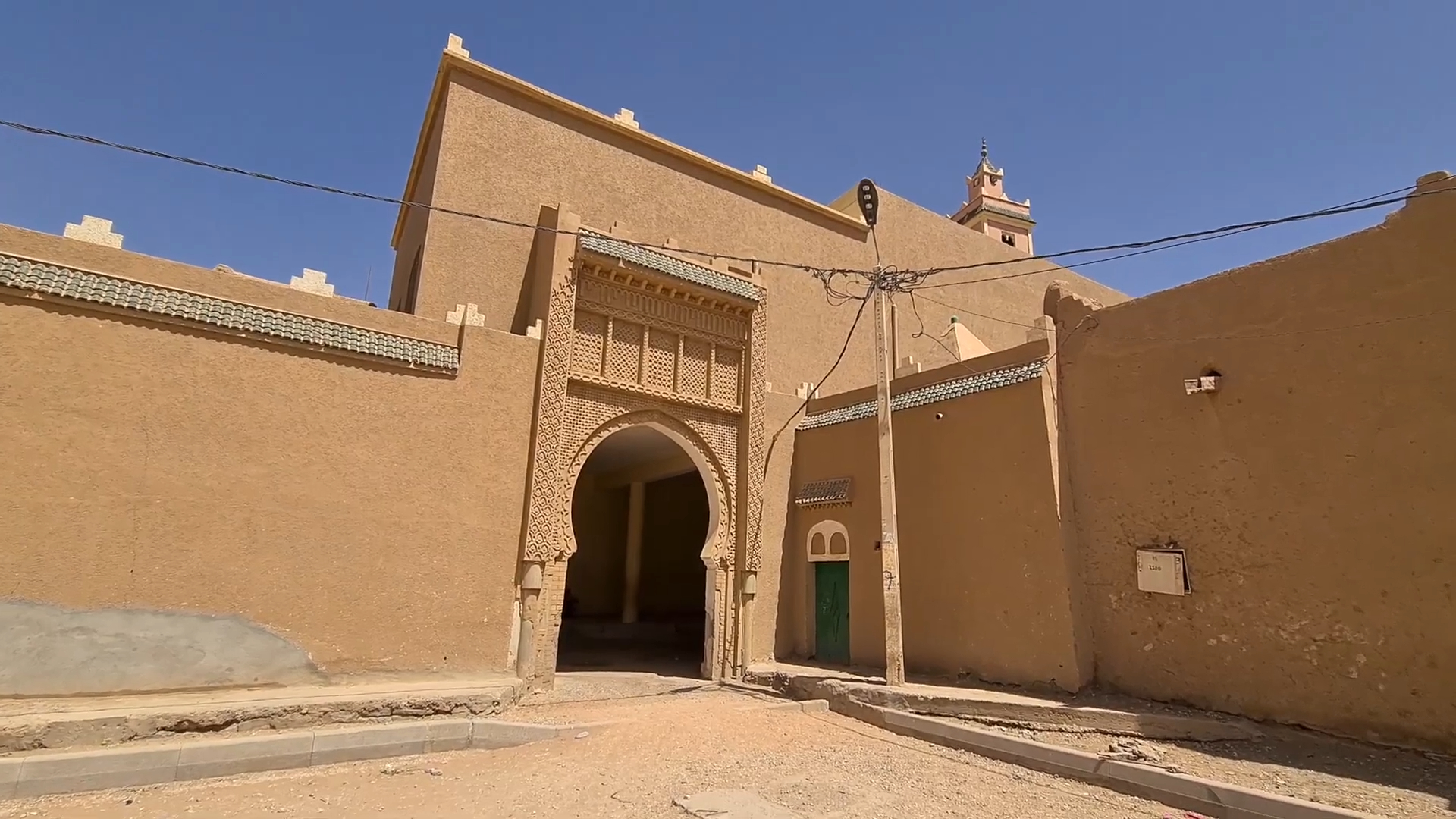
قصر أولاد غانم بالجرف

قصور المعاضيد: قصر المكابر، وقصر العبادلة، وقصر القصير، وقصر البروج، وقصر المحيريكية.
قصور فزنا: قصر أولاد جلال، وقصر القصيبة، وقصر أولاد غانم، وقصر أولاد الشرقي.
قصور السيفة: قصر الكلاكلة، وقصر الزاوية، وقصر أولاد حسين، وقصر الدوار، وغيرها...
قصور تيزيمي: قصر أولاد عقبة، وقصر أولاد بحر، وقصر أولاد مولود، وقصر أولاد معطلة، وقصر أولاد مبارك...
وغيرها من القصور الكثيرة المنتشرة بواحات تافيلالت.

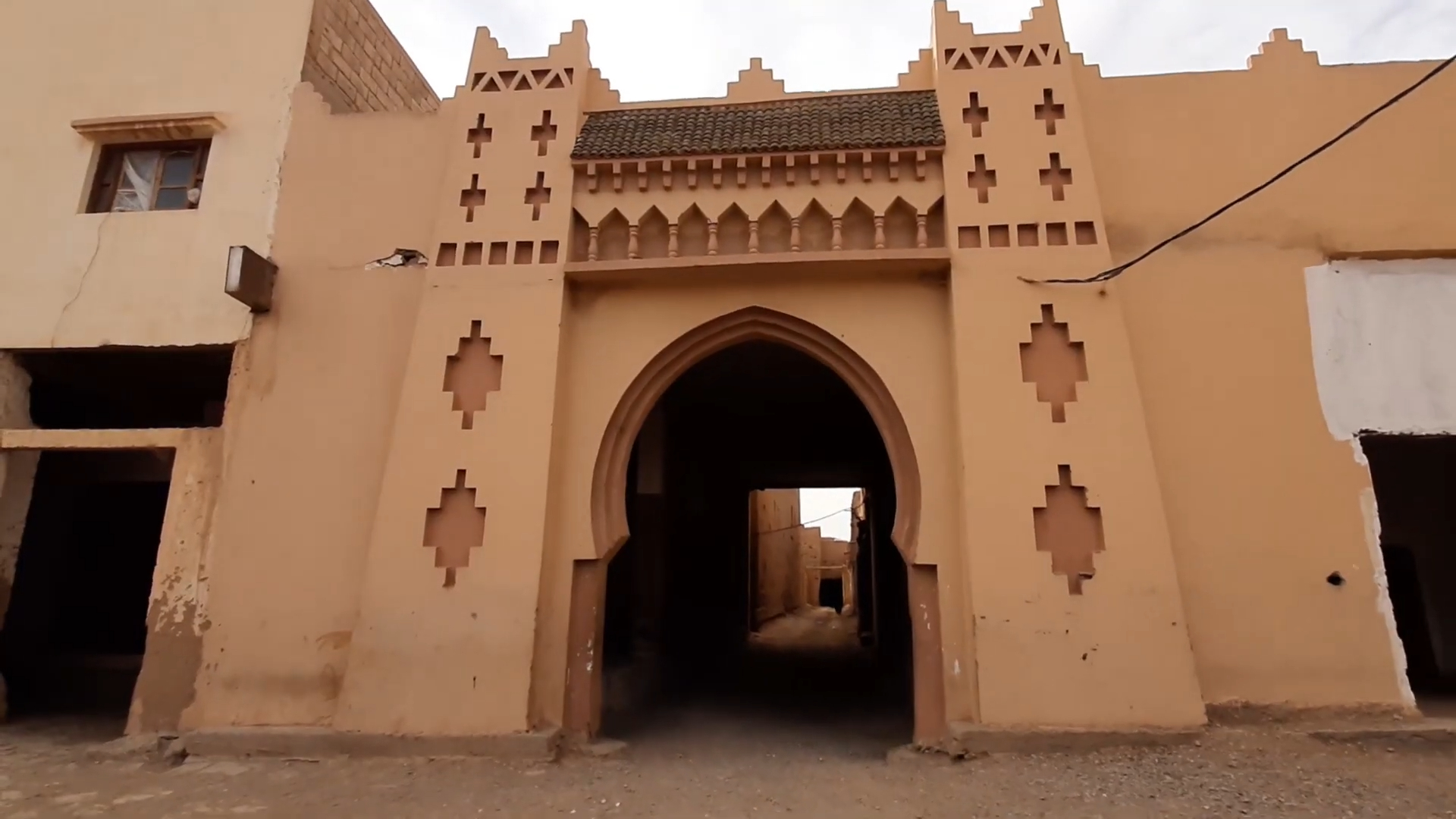
قصر حنابو

## تاريخها العسكري
تشتغل هذه القبيلة في العصر الحاضر بالفلاحة في الواحات، لكن الروايات الشفهية تذكر أنها اشتغلت أيضا قديما بحراسة القوافل التجارية وبالتجارة.
وقد عُرفت هذه القبيلة بشدة بأسها في الحروب، حيث خاضت حروبا ضد بربر آيت عطة دامت مئة عام تقريبا، وشاركت مع السلاطين العلويين المغاربة في حملاتهم ضد القبائل المارقة، كمشاركتهم مع جيش المولى إسماعيل بقيادة علي بن يشي ضد بربر فازاز. بل نجد أنها أحيانا كانت تُغير على القصور السلطانية حتى إن السلطان يضطر لإرسال جيش كثيف لردعهم.
في جانب آخر نجد أن فرع القبيلة المتواجد نواحي الرباط دخل في حروب ضد القبائل المجاورة، أبرزها معاركه ضد قبائل زعير العربية التي سجلها المؤرخون، يقول الضعيف الرباطي: "في هذا اليوم المذكور بل في الحادي عشر من شعبان، رحلت حلة الصباح لقتال زعير. وفي الثالث عشر من الشهر المذكور، وهو يوم الأربعاء كانت الحرب بينهما بعد أن رحل الصباح من عين عتيق".

صورة تخيلية لفارس من عرب الصباح

ولا ننسى طبعا مشاركتها في الجهاد ضد المستعمر الفرنسي في عدة معارك، مثل "معركة الرجل" أو "معركة مسكي" التي انخرطت فيها أغلب مكونات قبيلة عرب الصباح إلى جانب باقي قبائل تافيلالت، حيث أعلنت قبائل تافيلالت عزمها على الجهاد ضد فرنسا، حتى أرغمت ليوطي على جمع هيأة أركانه وغيرهم لمحاولة منع هذه القبائل وأبرزهم عرب الصباح من بدء حملتهم ضدهم.
كما برزت معركة المعاضيد سنة 1916م، حيث شاركت مختلف فروع قبيلة عرب الصباح مثل المعاضيد والجرف في معركة طاحنة ضد الاستعمار الفرنسي، يقول عبد الكريم الفيلالي: "تحركت قوات الغزو غربا في اتجاه قصور المعاضيد، وإذا علمنا أن صدى ما حصل في وادي بوبرنوس حركة الرجل وأوفوس قد تردد صداه بين مختلف الجهات فإن أبطال كل من المعاضيد وتيزيمي والجرف والسيفة وبني محمد وتافيلالت الغرفة والسفالة، أبو عام، قد استعدوا لخوض المعارك بكل ما أوتوا من حزم وعزم وإمكانيات". وقد أبان مجاهدو عرب الصباح عن شجاعة كبيرة في هذه المعركة ذكرت الناس بشجاعة أجدادهم العرب الفاتحين، حيث دخلوا في قتال ضد الفرنسيين وقرروا ألا يفروا أبدا، وفي ذلك يقول عبد الكريم الفيلالي: "كانت جيوش الاستعمار تتمركز بالمكان المعروف (يردى) عين المشارفة جنوب البروج ولم يكن العسكريون بعد معركة حركة الرجل، وبعد التقتيل الذي باشروه في أوفوس، وبعد انضمام كثير من العناصر إلى صفوفهم، لم يكونوا بعد كل هذا يحسبون أنهم سيلاقون تجمعا مثل الذي لاقوه، ومبالغة في روح الفداء ودافع الحماس الذي عم كل المقاومين انتشر الكثير منهم بين غابة النخيل، وصعد بعضهم إلى رؤوس النخيل، والبعض الآخر اقتداء بالشريف حمزة الحوتي عقلوا أرجلهم بالحبال حتى لا يتزحزحوا من أماكنهم". وانتهت هذه المعركة بهلاك أعداد كبيرة من الجنود الفرنسيين واستشهاد عدد كبير أيضا من فرسان عرب الصباح.

## أعلام
من أشهر الأعلام والمقاومين المنتمين لقبيلة عرب الصباح الهلالية:
- العربي بن عبد الكريم
- محمد بن كروم
- الحاج بن المحجوب
- أحمد بن لحسن
- العربي بن بوطيب
- الهاشمي بن الطاهر.[14]